# Mistrzostwa Polski Par Klubowych na Żużlu 1996
Mistrzostwa Polski Par Klubowych na Żużlu 1996 – zawody żużlowe, mające na celu wyłonienie medalistów mistrzostw Polski par klubowych w sezonie 1996. Rozegrano trzy turnieje eliminacyjne oraz finał, w którym zwyciężyli zawodnicy Polonii Bydgoszcz.

## Finał
- Gniezno, 23 maja 1996
- Sędzia: Roman Siwiak

| Miejsce | Kluby                       | Suma | Zawodnicy                                            | Punkty                                           |
| ------- | --------------------------- | ---- | ---------------------------------------------------- | ------------------------------------------------ |
| złoto   | Polonia Jutrzenka Bydgoszcz | 24   | Tomasz Gollob Jacek Gollob Eugeniusz Tudzież         | 11 (2,1,3,2,1,2) 13 (3,0,1,3,3,3) ns             |
| srebro  | Start Gniezno               | 23   | Adam Fajfer Robert Sawina Tomasz Fajfer              | 13 (2,1,2,3,3,2) 10 (3,2,1,2,2,0) ns             |
| brąz    | Apator Elektrim Toruń       | 19   | Jacek Krzyżaniak Mirosław Kowalik Tomasz Bajerski    | 8 (3,2,1,1,1,u) 0 (0,–,–,–,–,–) 11 (–,3,2,3,0,3) |
| 4       | Unia Tarnów                 | 18   | Jacek Rempała Mirosław Cierniak Tomasz Rempała       | 15 (1,3,3,3,3,2) 3 (0,0,0,2,0,1) ns              |
| 5       | Unia Leszno                 | 18   | Roman Jankowski Adam Łabędzki Damian Baliński        | 9 (3,2,w,1,1,2) 0 (0,–,–,–,–,–) 9 (–,3,3,0,2,1)  |
| 6       | Włókniarz Malma Częstochowa | 14   | Sławomir Drabik Sebastian Ułamek Janusz Stachyra     | 12 (0,2,2,2,3,3) 2 (1,1,0,–,0,d) 0 (–,–,–,0,–,–) |
| 7       | Atlas Polsat Wrocław        | 10   | Dariusz Śledź Piotr Protasiewicz Krzysztof Zieliński | 2 (1,1,0,–,–,–) 6 (2,0,1,1,2,u) 2 (–,–,–,0,1,1)  |